# Padre Daens
Padre Daens (Daens) è un film del 1993 diretto da Stijn Coninx.
Fu candidato all'Oscar al miglior film straniero.
È ambientato in Belgio nella cittadina di Aalst del 1893.

## Riconoscimenti
- Premio Oscar
  - Candidatura al premio Oscar al miglior film straniero
- 1992 - Seminci
  - Espiga de plata